# Camphorosma monandra
Camphorosma monandra là loài thực vật có hoa thuộc họ Dền. Loài này được Bunge ex Boiss. mô tả khoa học đầu tiên năm 1879.